# خلو البال (كتاب)

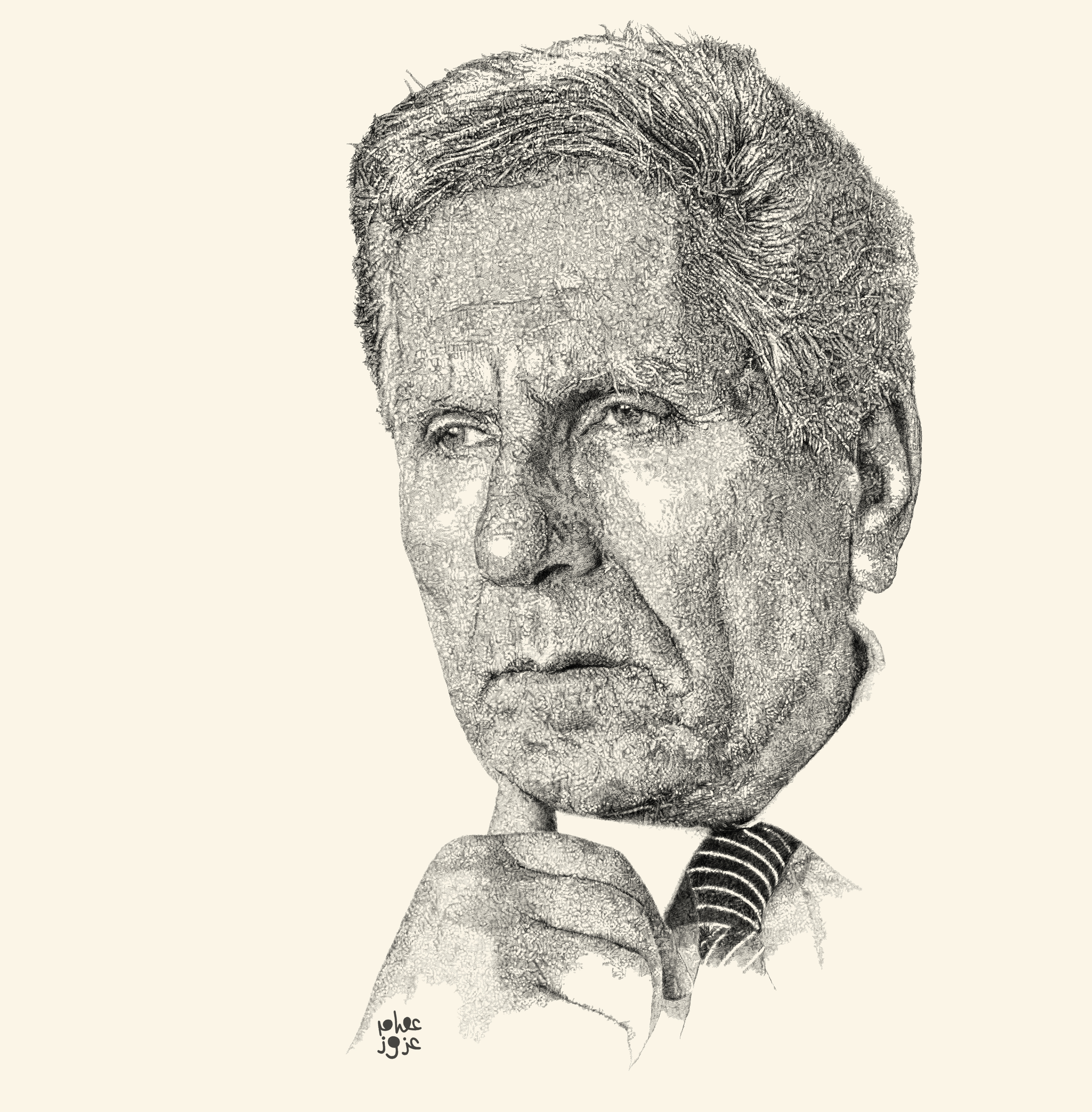
يوسف إدريس

خلو البال كتاب للكاتب الدكتور يوسف إدريس صدر عن دار المعارف عام 1986  ويشتمل هذا الكتاب على مجموعة من المقالات المتنوعة (30 مقالة) في حوالي 190 صفحة. المقالات نشرت من خلال الباب الأسبوعي بصحيفة الإهرام «من مفكرة يوسف إدريس»  والتي قال عنها إدريس: «أن القضايا التي أتناولها تُعتبَر أهم قضايا حياتنا في الثقافة والسياسة والاقتصاد والاجتماع، باختصار أهم قضايا الوجود المصرى والعربى»، وكتب يخاطب القراء: «أيها القراء الطيبون، ما أكتبُه تحت عنوان» من مفكرتي«هو نوع جديد من الكتابة لم يأخذ حظَّه من الشيوع أو الاعتراف في بلادنا العربية، التي تُقسِّم الكتابة تقسيمًا إرهابيًّا متعسفًا، فهى إمَّا قصة قصيرة أو رواية أو مسرحية أو مقالة»، وتابع: «هذه مقالات» رأي«وليست أعمالًا فنية».

## محتوى الكتاب
إلى حبيبتي - من توفيق الحكيم إلى يوسف إدريس - خلو البال - لماذا البال غير خالٍ؟ - فلنُصرحْ بتخوُّفاتنا من المستقبل - ما العمل؟ - لينطلق الإنسان - إذا كنا قادرين على العظمة فلماذا التفاهة؟ - الجوع الآخر - التنظيم السرِّي للمرأة المصرية - أيتها المرأة المصرية، أنت - رب الأسرة الحقيقي - من فوق أعلى ناطحة سحاب - التوكسافين سيَقتلنا نحن أيضًا - صناعة الأفكار - ما رأيكم في هذا الاقتراح؟ - كلامٌ رجعي - أكان لابد يا ذلك العام؟ - مش قوي كده - الحركة الفنية المُوازية - دلَّعني يا زغلول - المَلهاة الثانوية الفريدة - الناموس العام - الخروج عن الموضوع - حين ذابت الدولة - غطاء فانوس النور - مافيا الأرض ومجلس الشعب - دعونا نبكِ - غنِّ يا عبد الحليم - حين يتعانق المجد والموت.

## ملخص الكتاب
إلى حبيبتي: أكتب لأول مرة لأقول إني مرعوب، يرعبني أن أكون ما زلت أحبك، ويرعبني أكثر أن أكون قد شِفيت من حبك. فعندما أحبك لا أستطيع حبٍّاً غيرك، وإن كففت عن حبك وشِفيت فأنا لا أستطيع حبٍّا بعدك؛ فمن حبك أحب، ولأني أحبك أشتهي الحب، وبحبك تنقلب الحياة جحيما، وبغير حبك يصبح الجحيم هو الحياة، فماذا أفعل؟ أيتها الحبيبة، الجنة النار، بلدي، ماذا أفعل؟
من توفيق الحكيم إلى يوسف إدريس: عزيزي الدكتور يوسف إدريس أكتب إليك هذا لأسألك سؤالا، وأكتبه حتى أحدده، وقد ترى في السؤال تطفلا، وقد يراه آخرون تدخلاً.... أرى من واجبي أن أسأل عن حال أديب مرموق هو يوسف إدريس، أراه في مبنى الأهرام بجسمه، ولا أراه على صفحاته بقلمه، ولا شك أن الآلاف من القُراء يُشاركونني في هذا السؤال.
خلو البال: من المستحيل أن يحدث هذا إلا في أبيات الشعر وخيالات الكتاب: وطني لو شغُلت بُالخلد عنه نازعتني إليه في الخلد نفسي.
لماذا البال غير خال؟: وهل معقول أن يكون عدم خلو البال، حتى لو كان جماعيٍّا، هو المسئول عما نحن فيه الآن؟
فلنُصرحْ بتخوُّفاتنا من المستقبل: مأزق خطري حقاً ذلك الذي يجد الإنسان فيه نفسه إذا غم عليه المستقبل. وأشر إلى أي عابر في الشارع، أشر إلى جارك أو نفسك، واسأله أو اسألها: ماذا أنت فاعل غدا؟ ستجد كلاماً عائماً تماما لا يقين فيه، وغالباً ما ينتهي إلى التسليم املطلَق بالعجز عن رواية المستقبل.
ما العمل؟: السؤال إذن: ما هو الحد الأدنى من المستقبل الكفيل بطمأنتنا؟ أو بمعنًى آخر: ماذا نفعل للخروج من المأزق الواقع؟
لينطلق الإنسان: أكتب هذه الكلمات والساعة الآن ثلاث دقائق بعد الخامسة من مساء الأحد، ولا بد أن صناديق الانتخابات قد أغلقت الآن على صوت الشعب وقد قاله.
إذا كنا قادرين على العظمة فلماذا التفاهة؟: أخيراً شاهدت في السينما المصرية عملاً يستحق أن نتوقَّف عنده ونتوقَّف طويلا؛ ذلك العمل هو فيلم «الكرنك»، متأخرا كثيراً أراه، هذا صحيح، ولكني من الناس الذين لا يحبون الازدحام حول الأشياء، ثم إن مشكلة «مشهد اغتصاب سعاد حسني» وكأنها كل ما في الفيلم، أو ما يستحق أن يُشاهد في الفيلم، كسرت مقاديفي إلى حد بعيد. ودخلت وجلست، ومضيت حوالي الساعتَين في شبه ذهول؛ ذلك أني وجدت نفسي أمام عمل رائع بكل ما تحمل الكلمة من معنًى، عمل أسخف ما فيه هو هذا المشهد المشهور، مشهد اغتصاب سعاد حسني، بل فنيٍّا أضعف ما فيه.
الجوع الآخر: طاقة العدوان ليست هي طاقة التخريب أبدا أو التحطيم؛ ذلك أنها تأخذ هذا الشكل في الحيوانات الدنيا، أما في الإنسان فباعتبارها هي الطاقة الزائدة؛ فهي التي تدفعه للتحرك والنشاط والخلق والابتكار، وبالتحديد يُقاس حجم الفنان أو موهبته بمقدار وقوة الطاقة العدوانية الزائدة عنده.
التنظيم السري للمرأة المصرية: أن الرغبة في العمل ليست صادرة من أعماق أي منا؛ أي رغبة إرادية في العمل، ولكنه واجب يؤديه لكي يأكل ويشرب ويظل يعيش. نحن نُعاني بالتأكيد من حالة إحباط، المسافة بين «النية» عندنا وبين «الفعل» طويلة.
أيتها المرأة المصرية، أنت: عزيزتي حواء مصر المتأنقة المغندرة في شارع قصر النيل، راكبة العربة الملونة الفارهة، والخارجة من مصنع نسيج (أيضاً بالباروكة أو البوستيج) المطلة من عربة الشركة، أو المندسة في التكدس الأتوبيسي اللحمي، المنتظرة على محطة ترام، المزروعة أمام البوتاجاز تُعد الطعام، الصارخة في طابور الجمعية، القائلة مع القائلات يا مآمنة للرجال يا مآمنة للمية في الغربال.
رب الأسرة الحقيقي: القرار الذي اتخذه الصديق الكبير يوسف السباعي لدى تولِّيه وزارة الإعلام، وهو جعل التليفزيون يُخصص ساعةً كاملة من وقت إرساله للأطفال، يبدو مجرد إجراء وزاري جديد، ولكنه في الحقيقة بحاجة لوقفة.
من فوق أعلى ناطحة سحاب: في بلادنا العربية، أو كما يقولون شرقنا الأوسط، قد وصل فيه الصراع إلى حد مخيف. وهو ليس فقط صراعا بين العسكريين، ولكنه أولاً وأساساً صراع قوى وطنية تريد أن تتحرر، وإسرائيل التي تريد أن تسود.
التوكسافين سيقتلنا نحن أيضاً: كنت قد لاحظت في أثناء ترددي على بلدنا أن وجوه الناس غريبة، لونها لا هو أسمر ولا هو أصفر، وإنما كالمطلية بالرماد، وفيها ورم وانتفاخ، والناس تعجز بسرعة، نجد الواحد سنه 30 سنة وأقل ما تُعطيه له من سن تقديريٍّا لا يقل عن الخامسة والأربعين.
صناعة الأفكار: كثيراً ما جاءتني خطابات تلومني بشدة على إهمال مشاكل الفلاحين والصيَّادين والبحارة والبنَّائين والنجارين والحرفيين.
ما رأيكم في هذا الاقتراح: إني لا أعرف بالضبط كيف تفكر قيادتنا السياسية، ولكن الذي أعرفه أن تاريخ الحركة الوطنية المصرية كلها كان دائماً تاريخاً لا يفصل بين الغاية والوسيلة مطلَقًا.
كلام «رجعي»: كلام ستحمله بعض الأجيال الجديدة على أنه كلام «رجعي»، مثل تلك الطفلة التي تريد أن تُجرب لعبة الركوب مع الرجال في سياراتهم.
أكان لابد يا ذلك العام؟: إنها نفس الكوارث التي تُصيب اقتصادنا أحيانًا وتُصيب مصانعنا؛ عدم الدراية وعدم الخبرة، والقرارات الفورية غير المدروسة، وانعدام الخطة والحكمة من الخطة.
مش قوي كده: أن نحيا ونُحب الحياة وهي الميزة الفريدة للإنسان، مسألةٌ غير واردة عندنا بالمرة؛ ففعلا نحن لا نحيا. إننا نُنفِّذ الحياة فقط، وكما قلتُها مرة كأننا موظفون لدى الحياة.
الحركة الفنية الموازية: ترشيد الحركة الهابطة الدائمة الجذب إلى أسفل، أو على الأقل تجعل المتفرج حرا أن يرى هذا أو يرى ذاك، أن يسمع هذا أو يسمع ذاك.
دلعني يا زغلول: ببساطة هذا هو عنوان أحدث مسرحية تعرضها مسارح القطاع الخاص في القاهرة.
الملهاة الثانوية الفريدة: بدأت أرى الحالة الأولى هي التي تستشري وتعم، حتى أصبحت مشكلة كل أم وكل أب أن «يُخلف» والسلام. ماذا يفعله بهذه «الخلفة»؟ كيف يُربيه؟ كيف يُواجه تصرفات ونزوات ومواهب كامنةً فيه هو المسئول عن وجودها؟ 
الناموس العام: مصير هذه السيدة التي أطلقت النار على رجل ظل يفرض وجوده بالقوة عليها حتى قتلته، فإنني أفهم تماما معنى ما قالته وهي تُسلم نفسها للبوليس: «الآن قد استرحت إلى الأبد» وقالتها وهي تعرف أنها خرقت الناموس العام، واختلفت مع المجتمع اختلافًا جذرياً، ولجأت إلى وسيلة بربرية لخلاص نفسها.
الخروج عن الموضوع: السياسة في شرقنا العربي، وحتى في غربة، عمل شاق و«رزل»، ولا أعتقد أن أحداً يزاولها إلا مرغماً.
حين ذابت الدولة: أنا إذن أتحدث عن الجزائر التي أكتب لكم منها هذه الكلمات.
غطاء فانوس النور: سبقتني عربة وتوقَّفت فجأة أمامي، ونزل سائقها وأشار إلى الفانوس بعدما توقَّفت فجأة جبرًا أنا الآخر، وحين حاولت إفهامه استحالة إصلاحه، لم يقتنع إلا بعد أن حاول أكثر من مرة تثبيته، واستعمال جزء من علبة سجائره كتخشينه دون فائدة.
مافيا الأرض ومجلس الشعب: لا أريد أن أصدق أن القانون الجديد الذي يهدف إلى رفع العقوبة على التجريف بطريقة فعالة، من المشكوك أن يمر من مجلس الشعب 
دعونا نبك: ليس حزنًا على احتلال طال، أو هزيمة حاقت، أو ندرة الرجال.
غن يا عبد الحليم: غن يا عبد الحليم، وقُل يا نزار. ماذا تقول الآن يا نزار؟ وإذا كان صديقك المشعور فيه قد استشهد حبٍّا وأثار قريحتك، فماذا تفعل القريحة حين يُستأصل شعب ويستشهد الناس حربًا، حربًا مغلوطة، حرباً منتحرة، حرباً مجرمة؛ لأنها حرب في الاتجاه الخاطئ، حرب الصديق للصديق.
حين يتعانق المجد والموت: حين يموت الرسام تتضاعف مئات المرات أثمان لوحاته. وحين يموت الكاتب تصبح لكلمته وقع القدسية. وحين يموت المغنِّي يصبح صوته أثمن أمانة في عنق الأبد؛ إذ هو صوت لن يعود ولن يتكرر، ولن يزيد ولن ينقص.

## نقد وتعليقات
كتب الدكتور محمود خليل على موقع الوطن في 13 أكتوبر 2020: «خلو البال عنوان كتاب غزله يوسف إدريس في القرن الماضى. ويشتمل على مجموعة من المقالات التي تجتهد في تقديم إجابة عن السؤال اللغز: لماذا البال غير خالٍ؟ المقال الرئيسي الذي يحمل الفكرة هو مقال» خلو البال«.... استحضر يوسف إدريس قصة شعبية لطيفة ليدلل بها على فكرته تحكى قصة نجار اعتلى» سقالة«بإحدى العمارات وأخذ يعمل بحرفية وإتقان بينما يصدح صوته بغناء عذب وبصوت يشع بهجة وأنساً وأملاً. توقف أسفل منه رجل انبهر ببراعة صنعته وباله الرائق وسأله: صنعة أم خلو بال؟. فأخذ النجار يضحك على سؤاله الذي لا يملك له إجابة»، ويخلص الكاتب إلى القاعدة القائلة: «انشغال البال على المستقبل، أصل العلة في المشكلات التي تحاصرنا. صاحب البال الخالي وحده الذي يتقن صناعة الحياة ويبرع في حل مشكلاته».
كتبت منى عزام في صحيفة المصري اليوم بتاريخ 11 أكتوبر 2015: "في منتصف ثمانينات القرن الماضي كتب يوسف إدريس عدة مقالات في الأهرام عن خلو البال، عندما عدت لقراءتها في كتاب منشور يحمل نفس العنوان، ابتسمت وقلت لنفسي: إذا كان إدريس قد شخص مشكلة المصريين في الثمانينات بأنها انشغال البال، الذي يعجزه عن الإبداع والتجديد والحركة والسعادة والبهجة، فماذا كان سيكتب لو عاش بيننا الآن؟ ولكن الحقيقة أن مقالات يوسف إدريس لمست بعضا من أسباب هذا الداء العضال الذي أصابنا جميعا، ففي مقال لماذا البال غير خال؟ كتب ما يفسر حالنا الآني بدقة: "نحن قلقون لأن الحاضر يدعو إلى القلق وإلى عدم خلو البال، فالقلق من الحاضر في حد ذاته ليس قلقا خطيرا، أنه قلق وارد وجائز، القلق الخطير حقيقة هو القلق على المستقبل ومن المستقبل.. المستقبل هو مشكلتنا الدفينة التي نادرا ما نتحدث عنها أو بالأصح نتحدث عنها بأعراض .... أننا لانرى لها حلا في المستقبل. إذا المستقبل هو مشكلتنا التي لانعي بها"، وتواصل الكاتبة قائلاً: "وللأسف وبعد مرور ما يقرب من ثلاثة عقود على كتابة هذا المقال المثير للجدل حوله، مازال المستقبل هو مشكلتنا، ولقد تفاقم الوضع بعد ثورة يناير وما تبعها من ارتفاع سقف التوقعات والحلم بمستقبل آخر وغد مختلف".
كتب ثناء الكراس على موقع فيتو في 24 يناير 2020: «في كتابه» خلو البال«كتب الدكتور يوسف إدريس نقدا لفيلم» الكرنك«الذي عرض في السينما في مثل هذا اليوم  24 يناير عام 1975»، وتابع الكاتب قائلاً: «الكرنك في رأيه المتواضع أكمل ملحمة سينمائية سياسية، السيناريو متكامل فما أبرعه ممدوح الليثى هنا وما أعمق لمسات صلاح جاهين حوارا. لأول مرة لا أرى سعاد حسنى جميلة لأنها انتقلت من مرحلة الوجه الجميل المعبر إلى المعايشة الكاملة للشخصية، وهذا التعمق الخطير لنور الشريف الذي تخطى حدود السطحية، وعلى بدرخان العقل المدبر وراء الكرنك العظيم. إن ما جسده الكرنك رهيبا وموجعا ودافعا للنفس إلى الصراخ من الأعماق، فإذا كان هناك ممثلون وأفلام بهذه العظمة فلماذا التفاهة، ولماذا شويكار نفسها تؤدى هذا الأداء الرائع تفعل شيئا مثل فيفا زلاطا».
كتب الدكتور حسن يوسف طه على بوابة دار الهلال في 29 مارس 2017: «إذا كتب يوسف إدريس عن عبد الحليم فإنه يجبرك على أن تقف لتتأمل وتتعقل ما يكتبه. في كتابته جوانية خاصة تجاه موضوعه أو فكرته أو رأيه. فهو يكتب بصدق عال. ويوسف إدريس أحب عبد الحليم. سمعه وكان يدرك جوانيته العميقة إلى جانب إدراكه لمظهره الخارجي. نظر إليه واستمع إليه وكتب عنه»، ويواصل الكاتب: «يوسف إدريس سمع وشاهد عبد الحليم وهو يغني» قارئة الفنجان«.... قدرة إدريس تكمن في أنه لا يقف فقط عند الأغنية، ولكنه ينتقل بها من الأغنية لكي يلقى بظلالها على الواقع المعيش، ويفسر عن طريق الأغنية واقعنا»، يكتب الناقد: «غن يا عبد الحليم» كلمة يستجير بها إدريس كي يرحل من الواقع الآسن .... يقول إدريس: «غن أيها الناحل الأسمر في بدلتك البيضاء الجميلة»....   إدريس يطلب من عبد الحليم ألا يتوقف عن الغناء. يكتب: «غن يا عبد الحليم، فهي دقائق متعة، فعلا أحس ويحس معي الآخرون بالمتعة ليتها كانت متعة التخدير، ولكنها للأسف أو لحسن الحظ، متعة مفتوحة الأعين، مفتوحة الذاكرة، مفتوحة الوعي».
كتب محمد طاهر على موقع صدى البلد في 30 مارس 2018: "يوسف إدريس، فكانت لديه ملاحظات على أداء عبد الحليم حافظ، وعقده اليتم التي تنتابه كثيرًا، لكن بعد فترة ومع تزايد نجاح العندليب الأسمر كتب إدريس: «غن يا عبد الحليم» واقرأ لنا يا نزار العظيم، فنجاني المقلوب ليس بيد قارئه وإنما بيد زمن غادر ومؤامرات ودماء من كثرة سيلها وشدتها قلبته وقلبتنا معه.. غن يا عبد الحليم فهي دقائق ممتعة، نحس فيها بالمتعة.. أعرف الدماء تسيل من الشرق إلى الغرب ومن الشمال إلى الجنوب في وطننا العربي لكن غن يا عندليب. ويضيف: "قد مات شهيدًا يا ولدي من مات فداءً للمحبوب ليتنا هذه الأنواع من الشهداء إنما نحن في معظم الأحيان شهداء الرعونة وشهداء أيدينا نحن وسيوفنا، شهداء حكمنا الوطني وحكوماتنا المختلفة والمتفقة، شهداء الأعداء الأذكياء الذين يلعبون بنا على الدوام ولم نلعب بهم إلا مرة.. شهداء عقول من فرط رجتها تحجرت".
كتب سيد الخمار على موقع أصوات أونلاين في 18 أغسطس 2021: "نشر دكتور يوسف إدريس، مرثية في رحيل ووداع عبد الحليم حافظ "حيث يتعانق المجد والموت"، في "الأهرام 2 أبريل 1977" وبكى عبد الوهاب، اتصل بيوسف إدريس وقال له مَوِّتْ عبد الحليم تاني يايوسف، ومما جاء فيها: "جفت الأقلام وطويت الصحف، وانتهت القصة، واحدة من غريبات قصص الحياة.. ارتفع فجأة من حيث كان إلى أعلى مراتب الغناء في مصر، جاء صوته ليعبر عن عصر ثورة قامت، وجيل شاب طامح متحمس .... يغني للحظ والدنيا والنجاح، يغنينا، نصرا يغنينا إذا انتصرنا، نكسة يغنينا إذا انتكسنا، قرارا اتخذنا، يغنينا مأساة عشنا، يغنينا مرحا مرحنا، فرحا فرحنا يغنينا".

## وصلات خارجية
https://www.dostor.org/2739740 خلو البال (كتاب)
https://alqarii.com/reviews/2654-khlo-lb-l خلو البال (كتاب)
https://www.hindawi.org/books/48279071/ خلو البال (كتاب)
https://www.elwatannews.com/news/details/5002128 خلو البال (كتاب)